# Goosemoor

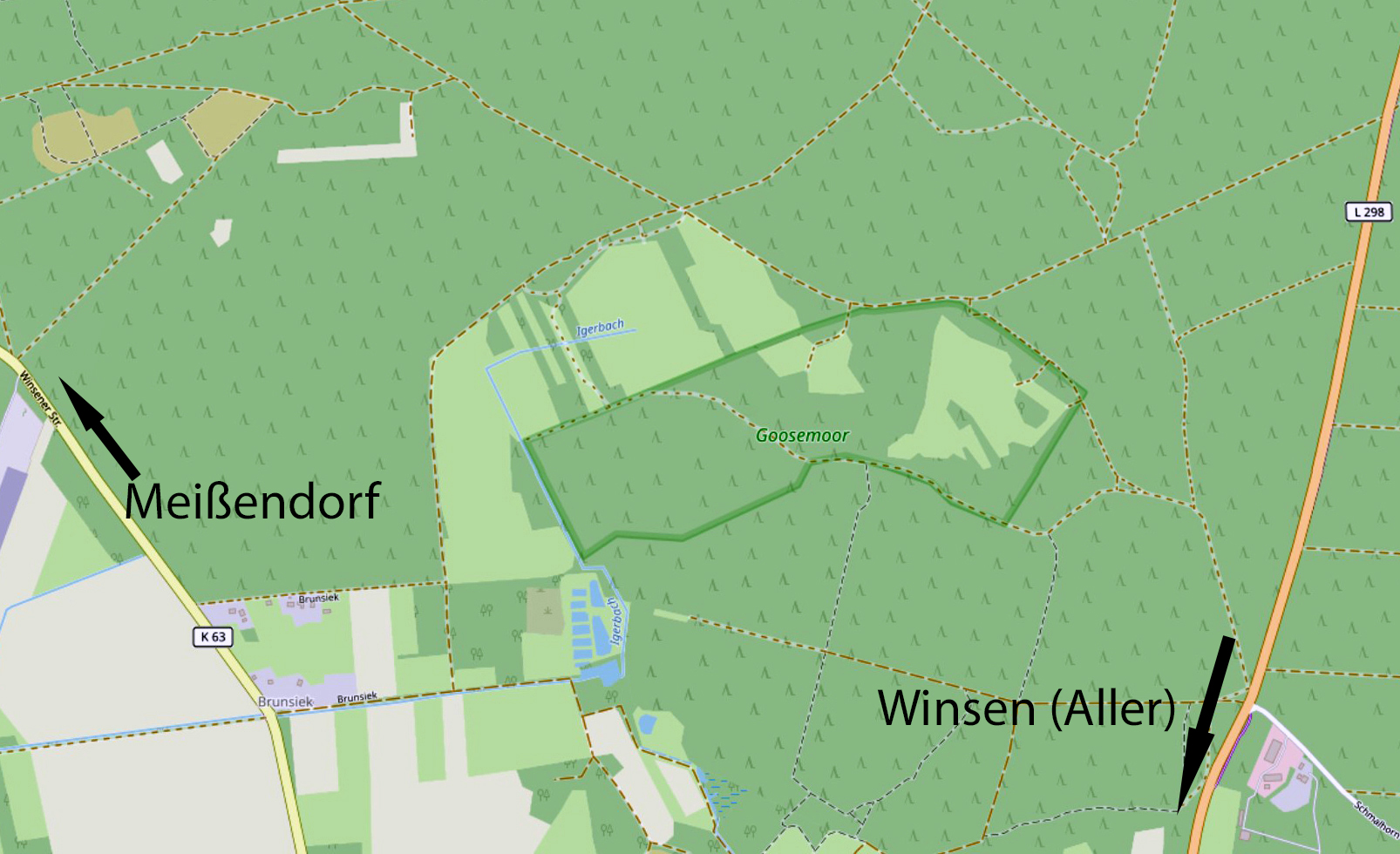
NSG Goosemoor

Das Goosemoor ist ein Naturschutzgebiet in der niedersächsischen Gemeinde Winsen (Aller) im Landkreis Celle.
Das Naturschutzgebiet mit dem Kennzeichen NSG LÜ 102 ist 44 Hektar groß. Es liegt nördlich von Winsen (Aller) und stellt ein kleines ehemaliges Hochmoorgebiet unter Schutz, das sich in einem ausgedehnten Nadelwaldgebiet befindet. In dem Gebiet tritt Hangdruckwasser bzw. Grundwasser zutage, so dass sich ein Moor bilden konnte. Dieses ist in der Vergangenheit entwässert und weitgehend abgebaut worden.
An feuchten Standorten und in wassergefüllten ehemaligen Torfstichen kann Hochmoorvegetation gedeihen. Daneben sind Bereiche mit Moorheide zu finden. Die sich ansiedelnden Birken und Kiefern müssen regelmäßig durch Entkusselungsmaßnahmen zurückgedrängt werden, damit sie die moortypischen Pflanzen nicht verdrängen. Teile des Naturschutzgebietes sind mit Wald bestanden und werden forstwirtschaftlich genutzt.
Im Naturschutzgebiet entspringt ein Quellbach des Igerbachs, der nördlich von Hornbostel als Allerplackgraben in die Aller mündet.
Das Gebiet steht seit dem 2. Oktober 1984 unter Naturschutz. Zuständige untere Naturschutzbehörde ist der Landkreis Celle.